# Lukáš Chmelíř
Lukáš Chmelíř (* 15. duben 1983, Ostrava) je český hokejový obránce.

## Kluby podle sezon
- 1999-2000 HC Vítkovice Steel
- 2000-2001 HC Vítkovice Steel, HC Energie Karlovy Vary
- 2001-2002 HC Vítkovice Steel, HC Slezan Opava
- 2002-2003 HC Vítkovice Steel, HC Slezan Opava, HC Dukla Jihlava
- 2003-2004 HC Vítkovice Steel, HC AZ Havířov 2010
- 2004-2005 HC Vítkovice Steel, HC Sareza Ostrava, HC Dukla Jihlava
- 2005-2006 HC Oceláři Třinec, VHK Vsetín, HC Vítkovice Steel
- 2006-2007 HC Vítkovice Steel, HC AZ Havířov 2010
- 2007-2008 HC Znojemští Orli, HC Olomouc
- 2008-2009 KLH Chomutov, SK Kadaň, HC Most
- 2009-2010 HC Vrchlabí
- 2010-2011 HC VCES Hradec Králové, HC Sparta Praha
- 2011-2012 HC VCES Hradec Králové
- 2012-2013 Královští lvi Hradec Králové, PSG Zlín
- 2013-2014 HC Motor České Budějovice